# Le Petit-Bornand-les-Glières
Le Petit-Bornand-les-Glières, commonly referred to as Petit-Bornand, là một xã trong tỉnh Haute-Savoie thuộc vùng Rhône-Alpes đông nam Pháp.

## People
Guillaume Fichet (1433-ca.1480) was born in this town. With Johann Heynlin, Fichet set up the first printing press in France in 1470.